# Serixia sericeipennis
Serixia sericeipennis là một loài bọ cánh cứng trong họ Cerambycidae.